# Anton Holmberg
Anton Holmberg, född 5 november 1981, är en svensk före detta forward i fotboll. Han representerade under en brokig karriär bland annat de allsvenska klubbarna Kalmar FF (2002–2003) och Gais (2006–2007).

## Biografi
Holmberg började spela fotboll i Umeåklubben Mariehems SK som femåring. När han blev junior gick han till Ersmarks IK, och därefter vidare till Umeå FC, där han spelade i superettan 2000–2001.
Han värvades sedan till Kalmar FF i allsvenskan, men missade hela försäsongen 2002 på grund av skada. Han spelade några matcher i allsvenskan, men när Kalmar samma säsong åkte ur högsta serien blev Holmberg petad ur A-laget. Efter att till och med ha fått spela mittback i B-laget i några matcher började han leta efter en ny klubb, och 2004 gjorde han klart med Västerås SK i superettan.
Efter två säsonger i Västerås skrev Holmberg inför säsongen 2006 på ett tvåårskontrakt med Gais, som precis hade gått upp i allsvenskan. Även i Gais missade han stora delar av försäsongen på grund av skada, och under säsongen 2006 fick han mest agera inhoppare. Även 2007 hade en skadedrabbad Holmberg svårt att få speltid, och strax innan sommarens transferfönster stängde gick han till Örgryte IS, där han skrev på ett kontrakt på ett och ett halvt år. I Öis råkade han ut för både en virussjukdom och en lårskada, och spelade inte många matcher för klubben i superettan.
Holmbergs kontrakt med Örgryte förnyades inte när klubben gick upp i allsvenskan 2008, och i stället spelade han en säsong för Stenungsunds IF i division 4 innan han avslutade karriären med en säsong i Qviding FIF i division 1 södra 2010. Han var en pålitlig målskytt för klubben i söderettan, och gjorde Qvidings enda mål i dubbelmötet mot Östers IF i november 2010, när klubben misslyckades med att kvalificera sig för superettan. Han spelade därefter vidare på lägre nivå i Norrtäljeklubben Riala GoIF. Därefter spelade Holmberg mellan 2015 och 2019 för division 6-klubben Tollereds IF.

## Anmärkningslista
1. ↑  Endast statistik för säsongen 2001
2. ↑  Endast statistik för säsongen 2008